# Frau Müller muss weg!

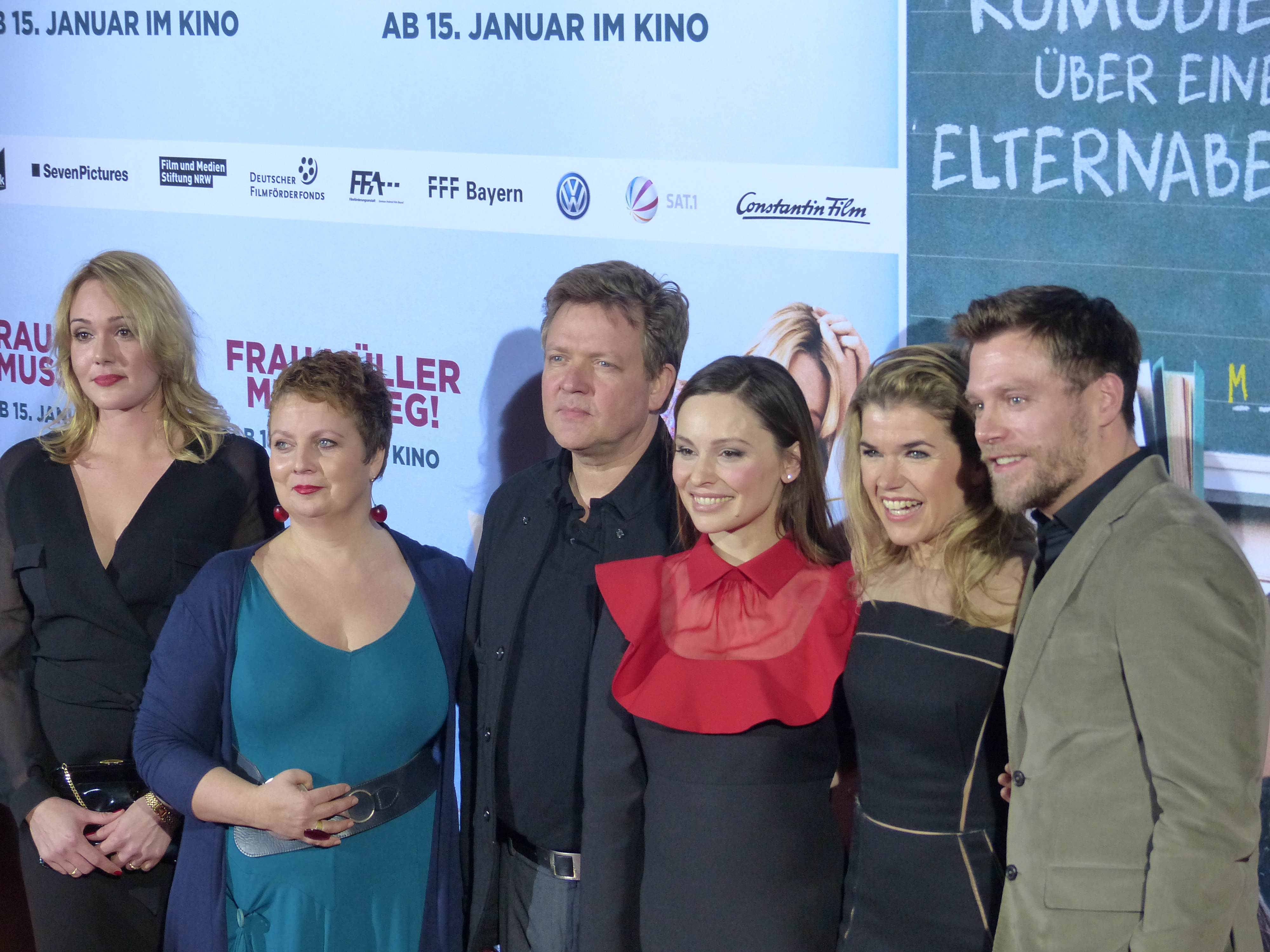
Die Darsteller Alwara Höfels, Gabriela Maria Schmeide, Justus von Dohnányi, Mina Tander, Anke Engelke, Ken Duken (v. l. n. r.) bei der Premiere

Frau Müller muss weg! ist eine deutsche Filmkomödie von Sönke Wortmann aus dem Jahr 2015. Der Film basiert auf dem gleichnamigen Theaterstück von Lutz Hübner und Sarah Nemitz.

## Handlung
Die Schulnoten einiger Schüler einer vierten Klasse in einer Dresdner Grundschule (Juri-Gagarin-Grundschule) werden schlechter. Da nun das Halbjahreszeugnis naht, das über die Art der weiterführenden Schule entscheidet, sind viele Eltern besorgt. Sie entschließen sich, dafür zu sorgen, dass die Klassenlehrerin Frau Müller die Klasse abgibt. Dazu vereinbaren einige einen Termin mit ihr, übergeben ihr eine Unterschriftenliste und behaupten, die Lehrerin sei schuld an den schlechten Noten. Den Eltern geht es nicht um die geeignete weiterführende Schule, sondern nur um den formalen Abschluss. Später verlässt die Lehrerin für einige Zeit den Klassenraum und lässt ihre Tasche liegen. Nach verschiedenen Auseinandersetzungen untereinander schauen einige Eltern in die Tasche nach den mündlichen Noten ihrer Kinder. Da die Zensuren viel besser sind als erwartet und somit nichts mehr dagegen spricht, dass ihre Kinder das Gymnasium besuchen können, versuchen sie, Frau Müller, die inzwischen bereit ist, die Klasse abzugeben, nun vom Gegenteil zu überzeugen, was ihnen auch gelingt. Am Ende möchte die Lehrerin den Eltern noch die Noten mitteilen, wobei sich herausstellt, dass sie die aktuellen Zensuren nicht dabei hat und auf dem von den Eltern gefundenen Zettel jene des Vorjahres stehen.

## Hintergrund
Frau Müller muss weg! wird von Constantin Film verliehen. An der Produktion waren zudem die Little Shark Entertainment GmbH und SevenPictures Film GmbH beteiligt. Gedreht wurde auf dem Gelände der ehemaligen Gemeinschaftshauptschule am Gereonswall in Köln.
Förderer des Filmprojekts waren Film- und Medienstiftung NRW, Deutscher Filmförderfonds, Filmförderungsanstalt und FilmFernsehFonds Bayern.
Insgesamt sahen den Film etwas mehr als 1,1 Millionen Menschen in den Kinos.

## Erläuterungen des Regisseurs
In einem Interview mit der Wochenzeitung Die Zeit erklärt Sönke Wortmann den „Mikrokosmos Elternabend“ zu einem „interessanten Sujet“, von dem er sich von vornherein einen Erfolg beim Publikum erhofft habe: „Elternabende haben eine besondere Qualität, weil es hier um die Zukunft der eigenen Kinder geht.“ Nach einer Zeit, in der es vor allem darum gegangen sei, dass Eltern für ihre berechtigten Interessen hätten kämpfen müssen, gehe es heute darum, „Auswüchse in die andere Richtung“, d. h. anmaßendes Elternverhalten zu kritisieren.

## Kritiken
Oliver Kaever von Spiegel Online bewertet den Film insgesamt eher negativ: Er beginne zwar stark, verliere aber nach dem Weggang der Lehrerin an Spannung. Auch halte der Film, anders als etwa Der Gott des Gemetzels, den einmal eingeschlagenen aggressiven Grundton nicht durch. „Er hätte eine Mittelschicht aufs Korn nehmen müssen, die zwischen Sorgen um Statusverlust und Selbstüberschätzung um sich selbst kreist und die Schule zum Kriegsschauplatz um Interessen macht, die mit dem Wohl der eigenen Kinder nur bedingt etwas zu tun hat. Aber dem Publikum den Spiegel vors Gesicht zu halten, war Wortmanns Sache noch nie. Wieder einmal, wie eigentlich bei allen seinen Arbeiten, […] biedert Wortmann sich beim Zuschauer an und kleistert etwaige Brüche ihrer heilen Welt mit einer patentierten Gefühlssauce zu.“
Auch Marcel Reich vom Handelsblatt ist der Meinung, dass Regisseur Sönke Wortmann sein bis zum Weggang der Lehrerin „gut durchkoordiniertes Streitmassaker viel zu sehr“ entschärfe, bewertet das allerdings als „kleine Schwäche“, die nicht verhindere, dass der Film „dennoch sehr sehenswert“ sei.
Jan Wiele von der Frankfurter Allgemeinen Zeitung lobt das Kammerspiel, die „Typenkomödie mit guten Schauspielern“, an der ihn nur ein Übermaß an „Slapstick“ stört. Das Kammerspiel halte eine „moralische Katharsis“ bereit. Die Lehrerin stehe am Schluss „als prinzipienfeste Siegerin über die Eltern und deren Motive da.“
Manfred Riepe von epd Film vergab 3 von 5 Sternen. Der Film sei „streckenweise kurzweilig, auch wenn das abgefilmte Theater visuell nicht rasend viel zu bieten“ habe. „Dass die Doppelstunde einen dennoch kalt“ lasse, liege „mehr an der Vorlage“. Als Karikaturen blieben „die fünf unterschiedlichen Eltern […] in Erinnerung“, der „Film tue keinem weh“. Frau Müller fehle die „Balance zwischen der komödiantischen Demontage und dem Beharren darauf, dass gewisse Ängste und Befürchtungen von Eltern vielleicht doch berechtigt sind“.

## Auszeichnungen
- 2015: Romy in der Kategorie Bester Kinofilm[9]
- 2016: Nominierung für den deutschen Hörfilmpreis in der Kategorie Kinofilm für die von Nicole Engeln gesprochene Audiodeskription[10]
- Die Deutsche Film- und Medienbewertung FBW in Wiesbaden verlieh dem Film das Prädikat besonders wertvoll.